# Сражение при Виллидж-Крик
Сражение при Виллидж-Крик (англ. Battle of Village Creek) — сражение между ополчением Республики Техас с одной стороны, и кэддо, чероки и тонкава — с другой, состоявшееся 24 мая 1841 года на территории современного округа Таррант.

## История
10 апреля 1841 года враждебные индейцы напали на дом Эмброуза Рипли на территории современного округа Тайтус. Убив его жену и пятерых детей, они сожгли дом. Лишь двум дочерям Рипли удалось сбежать и рассказать о налёте другим поселенцам. Новости об убийстве семьи Рипли распространились по всему Северному Техасу. 14 мая генерал Эдвард Таррант, который сменил Джона Дайера на посту командующего 4-й бригадой ополченцев Северного Техаса, организовал в форте Джонстон роту примерно из 70 добровольцев из соседних округов. Рота подразделялась на разведывательные отряды, которыми командовали капитаны Джон Дентон, Генри Стаут и Джеймс Бурленд.
Утром 24 мая 1841 года ополченцы покинули форт Джонстон и выдвинулись к реке Виллидж-Крик, где находились поселения индейцев. Рота продвигалась на запад в течение пяти дней, пока не обнаружила две индейские деревни. Селения оказались покинутыми и техасцы уничтожили все хижины топорами. Таррант счёл неблагоразумным их сжигать, опасаясь встревожить индейцев, поскольку дым на Равнинах виден на много миль. Ранним утром 24 мая техасцы добрались до брода на реке Тринити. В тот же день разведчики доложили генералу, что обнаружили поблизости несколько индейских деревень. Таррант приказал незамедлительно готовиться к атаке. Ополченцы ворвались в первую деревню, повергнув её жителей в смятение. По мере того, как техасцы продвигались вниз по Виллидж-Крик, индейцы покидали свои жилища. Постепенно ополченцы рассеялись, преследуя убегающих туземцев в разных направлениях.
После уничтожения деревни техасцы продвинулись дальше вдоль Виллидж-Крик и атаковали другие индейские селения, в которых проживали кэддо, чероки и тонкава. Потери ополченцев составили один убитый и восемь раненых. Погибшим оказался капитан Джон Дентон. Индейцы потеряли убитыми 12 человек.
Сражение при Виллидж-Крик поставило под угрозу безопасное проживание нескольких племён. В июле того же года Таррант вернулся с 400 ополченцами, но обнаружил, что деревни покинуты. В сентябре 1843 года правительство Техасской республики заключило договор с индейскими племенами, ранее проживающими у Виллидж-Крик, согласно которому регион был открыт для белых поселенцев.